# Giải Schiller của Thành phố Marbach
Giải Schiller của thành phố Marbach, với giá trị giải thưởng 10.000 euro, được trao hai năm một lần vào ngày 10 tháng 11, ngày sinh nhật của Friedrich Schiller. Giải Schiller của Thành phố Marbach được trao lần đầu tiên vào sinh nhật lần thứ 200 của Friedrich Schiller vào năm 1959. Cho đến năm 2007, giải được trao giải hai năm một lần cho công trình xuất sắc trong lĩnh vực nghiên cứu vùng của Württemberg. Đối với lần trao giải thưởng này vào năm 2009, hội đồng địa phương đã thay đổi tiêu chí giải thưởng: Kể từ đó, giải thưởng được trao cho những nhân vật gắn liền với truyền thống tư tưởng của Friedrich Schiller trong cuộc sống hoặc công việc của họ.

## Người nhận giải
Nguồn:
- 1959: Walter Grube
- 1961: Werner Fleischhauer
- 1963: Ruthardt Oehme
- 1965: Georg Wagner and Adolf Koch
- 1967: Hansmartin Decker-Hauff
- 1969: Paul Gehring
- 1971: Hans Jänichen
- 1973: Adolf Beck
- 1975: Max Schefold
- 1977: Paul Sauer
- 1979: Robert Uhland
- 1981: Wolfgang Binder
- 1983: Rainer Christlein
- 1985: Dorothea Kuhn
- 1987: Paul Feuchte
- 1989: Gerhard Schäfer
- 1991: Volkmar Wirth
- 1993: Renate Neumüllers-Klauser
- 1995: Norbert Oellers
- 1997: Ulrike Gauss and Christian von Holst
- 1999: Lutz Reichardt
- 2001: Bernhard Zeller
- 2003: Horst Carl
- 2005: Peter-André Alt
- 2007: Dieter Mertens [de]
- 2009: Jens Reich
- 2011: Simone Veil
- 2013: Rachel Salamander [de]
- 2015: Andrea Breth
- 2017: Horst Bredekamp[6]
- 2019: Christiane Nüsslein-Volhard[7][8]
- 2021: Saša Stanišić[2][3][9]